# Tropidion personatum
Tropidion personatum là một loài bọ cánh cứng trong họ Cerambycidae.